# Håtuna socken
Håtuna socken i Uppland ingick i Håbo härad, ingår sedan 1971 i Upplands-Bro kommun i Stockholms län och motsvarar från 2016 Håtuna distrikt.
Socknens areal är 46,37 kvadratkilometer, varav 46,31 land. År 2000 fanns här 482 invånare. Signhildsbergs herrgård, Håtunaholms säteri samt sockenkyrkan Håtuna kyrka ligger i socknen.

## Administrativ historik
Håtuna socken omtalas första gången i dokument 1292 (in Hatunum, en senare avskrift). Sockenkyrkans äldsta delar härrör från sent 1100-talet eller omkring 1200. Den medeltida socknen hade samma omfattning som jordebokssocknen 1950.
Vid kommunreformen 1862 övergick socknens ansvar för de kyrkliga frågorna till Håtuna församling och för de borgerliga frågorna bildades Håtuna landskommun. Landskommunen uppgick 1952 i Upplands-Bro landskommun som 1971 ombildades till Upplands-Bro kommun, då också området övergick från Uppsala län till Stockholms län. Församlingen ingick 2010 i Bro församling.
1 januari 2016 inrättades distriktet Håtuna, med samma omfattning som församlingen hade 1999/2000.
Socknen har tillhört län, fögderier, tingslag och domsagor enligt vad som beskrivs i artikeln Håbo härad. De indelta soldaterna tillhörde Upplands regemente, Sigtuna kompani samt Livregementets dragonkår, Sigtuna skvadron.

## Geografi
Håtuna socken ligger väster om Sigtuna med Sigtunafjärden i öster och Ullfjärden i väster. Socknen har skogsbygd i sydväst och är i övrigt en slättbygd.

## Fornlämningar
Från bronsåldern finns sprida gravrösen. Från järnåldern finns cirka 30 gravfält och en fornborg vid Draget. Här finns nio runstenar, bland annat en Ingvarssten. Fornminnesområdet Fornsigtuna ligger här.

### Håtunaleken
Den gård där Håtunaleken ägde rum 1306 tillhörde Bjälboätten, men såldes 1311 till ärkebiskopen i Uppsala. Det finns numera inga spår efter gården. Det är osäkert huruvida den låg på samma plats som den eftermedeltida herrgården Håtunaholm.

## Namnet
Namnet skrevs 1292 Hatunum kommer från gården med detta namn. Förleden hå menar 'vik' och avser Håtunaviken. Efterleden är tuna, 'inhägnad(er)'.